# Златко Биляновски
Златко (Злате) Каранфилев Биляновски (на македонска литературна норма: Злате Билјановски) с псевдоним Михайло е югославски партизанин, сърбоман и деец на комунистическата съпротива във Вардарска Македония.

## Биография
Роден на 25 януари 1920 година в крушевското село Пуста река. През 1936 година става член на СКМЮ, а три години по-късно и на ЮКП. След операция Ауфмарш 25 е арестуван и отведен в Марибор, а от там в Лукенвалд. През август 1941 година е освободен и престоява в лагер в София. От там се връща в Македония и става член на Околийския комитет на ЮКП за Крушево. През септември 1942 става политически комисар на чета в Крушевският народоосвободителен партизански отряд „Питу Гули“. После преминава през позициите на заместник-командир и командир на Жупският народоосвободителен партизански отряд. Когато отрядът става батальон той преминава на позицията политически комисар. От 26 февруари 1944 година е заместник-политически комисар на трета македонска ударна бригада. Преди това е заместник-политически комисар Кичевско-мавровския народоосвободителен партизански отряд. После става член на АВНОЮ и делегат е на Първото заседание на АСНОМ. През август 1944 става шеф на ОЗНА при Главния щаб на НОВМ. След Втората световна война завършва Икономическия факултет и изпълнява различни държавни работи като държавен секретар за вътрешни работи, член на ЦК на МКП, член на Събранието на Социалистическа република Македония, член на Изпълнителния съвет на СРМ, подпредседател на Събранието на СРМ, председател на Републиканския комитет на СЗБНОВ на Македония. Носител на Партизански възпоменателен медал 1941 година. Награден е с орден Народен герой на Югославия на 29 ноември 1953 година.
Според Ванчо Пичуловски физическият убиец на Георги Карев е Златко Биляновски.
Умира в 2009 година.